# The Oxford Club
Oxford クラブは米国メリーランド州ボルチモアに本社を置く独立系金融リサーチ出版社であり、投資家や起業家の私的ネットワークである。 130カ国に15万人以上の会員を有する（2022年7月時点）。 金融セミナー、シンポジウム、海外投資視察なども行っている。
Oxford クラブは、月刊ニュースレターを含む投資調査サービスや取引サービスを行なっている。 これらは、Oxford クラブのチーフ投資ストラテジストのアレクサンダー・グリーン、チーフ・インカムストラテジストのマーク・リクテンフェルド、クオンツアナリストのニコラス・バーディが基になっている。
日本におけるOxford クラブ ジャパンは、2019年に創業したAPJ Media合同会社によって運営されている。上記の米国人ストラテジストに加え、日本では志村暢彦氏が助言統括者としてサービスを提供。なお、APJ Media合同会社は日本の金融庁の投資助言・代理業者として登録されている。［投資助言・代理業 近畿財務局長(金商)第408号、一般財団法人日本投資顧問業協会会員］
Oxford クラブは米国株の配当投資を軸にした保守的なポートフォリオを資産の基盤に置くことにより、安全に資産を増やし、余裕あるリタイアメント生活を送るための情報を提供することで、顧客自身が自分の目で投資判断ができるようになることを目指している。

また、日本においては、国民性や投資・金融についての基礎的なリテラシー、また法律や文化等に合致するよう、専門的な背景を持つ日本人ストラテジストらが内容を噛み砕き、また日本独自のコンテンツを追加し、サービスを提供している。

## 歴史と背景
Oxford クラブは、もともと "The Merchants & Brokers Exchange “というグループとしてスタート。これは、香港で保険や投資信託を販売していたアメリカ人のゲイリー・スコットが1970年代初頭に設立した国際的な実業家のクラブで、スコットはこのグループを組織化し、後にロンドンに拡大した。
1980年代半ば、スコットはこのグループをアゴラの創設者であるビル・ボナーに譲り渡す。1989年、ボナーはパスポートクラブと名前を変え、サンダーバードのMBAを卒業したばかりのジュリア・グースをメンバーシップディレクターとして採用した。彼女の仕事は、クラブのサービスと地域支部の参加を拡大することだった。

同じ頃、フロリダの投資とビジネスの出版社が「Oxford クラブ」という金融ニュースレターを創刊し、世界中の1万人の読者を獲得するまでに成長した。
1991年、この出版社はその株式をボナーに売却し、ボナーはこれらの新しい会員を自分のクラブに迎え入れ、名称をパスポートクラブからオックスフォードクラブに変更。ボナーは、この新しい名称が、伝統と旧世界の魅力を感じさせることに気づいたのだった。また、国際的な資産保護と個人情報保護の専門家であるマーク・ネスマンは、Oxford クラブの投資ニュースレター『Oxford コミュニケ』（月刊）のファイナンシャル・エディターに就任しました。クラブ設立当初は、ニュースレターなど出版物は全て郵送されていた。
1992年、理事会が設立され、ジェームズ・ボックスリー・クックが名誉会長に任命された。T・ロウ・プライスの投資顧問を引退したばかりのクックは、90年代を通じてクラブの主要なスポークスパーソンとして活躍した。
1993年、Oxford クラブは、イギリスのオックスフォード大学で初の「上級資産保護セミナー」を主催した。このプログラムは、3回の夏休みにオックスフォードの異なるカレッジで開催された。「Getting Rich Outside the Dollar」の著者であるクリストファー・ウェーバーが、クラブの最初の投資ディレクターに就任した。
1994年、Oxford クラブは「富の保護諮問委員会」を拡大し、女王顧問のデビッド・メルニック、弁護士で元下院議員のロバート・バウマン、カナダの投資顧問のエリック・ローズマンを加えた。
1995年、Oxford クラブは、クリス・ウェーバーの指揮の下、ウェーバー・アラートと呼ばれる速いペースで進む取引サービスを会員に導入した。
1996年、クリス・ウェーバーに代わってカリム・ラヘムトゥーラが投資ディレクターに就任し、トレーディング・サービス「ザ・オックスフォード・アラート」の編集者となった。1996年末までに、『Oxford コミュニケ』は3種類の言語で発行されるようになっていた。英語、フランス語、ドイツ語。この頃、Oxford クラブの出版物はまだすべて郵送で届けられていた。
1999年、グローバル投資信託の元トレーダーであり、「ワールド・マネー・アナリスト」の編集者でもあるスティーブ・シュッゲルードが投資担当ディレクターに就任。
2001年、スティーブは、15年以上にわたって投資顧問と資金運用の経験を積んだウォール街のベテラン、アレクサンダー・グリーンを後任の投資ディレクターとして指名する。ウォール街に嫌悪感を抱いていたアレックスは、この役職を引き受け、すぐに投資アドバイザー、作家、そしてクラブの投資哲学の主要なスポークスマンとなり、高い評価を受けるようになった。
アレックスは、会員専用のオンライン・アドバイザリー「オックスフォード・インサイト」を作成し、Oxfordクラブの推奨ポートフォリオに関する最新情報や洞察をタイムリーに提供。
2012年、マーク・リクテンフェルドが米国で「『年100回配当』投資術」を発売、ベストセラーに。
マークが提唱する「10-11-12システム」が人気を博し、多くの会員がマークに対し、配当金の複利運用による顧問サービスを依頼するようになる。
2013年、マーク・リヒテンフェルドの「10-11-12システム」を使った配当金を複利運用する新サービス「Oxford インカム・レター」が米国で創刊された。

日本では、2019年に「Oxford インカム・レター」、2021年に「Oxford キャピタル・レター」が創刊されている。

## 賞と表彰
Oxford グループは、ボルチモア・サン紙により、2018年、2019年、2020年、2021年のボルチモア・メトロエリアのトップワークプレイス（良好な職場環境）の一つに認定された。 Oxfordクラブは、このOxfordグループの主力メンバーであり、この賞は、Oxford クラブやその他の出版物を含むOxford グループ全体が評価されたものである。